# Encarsia elegans
Encarsia elegans är en stekelart som beskrevs av Masi 1911. Encarsia elegans ingår i släktet Encarsia och familjen växtlussteklar. Inga underarter finns listade i Catalogue of Life.